# Malý Špičák (Rakovnická pahorkatina)
Malý Špičák je kopec sopečného původu na jihozápadním okraji Rakovnické pahorkatiny v okrese Plzeň-sever. Nachází se asi jeden kilometr jihovýchodně od osady Čbán a dosahuje nadmořské výšky 604,7 metru. Na vrcholu se zachovaly nepatrné zbytky hradu označovaného jako Malšín ze druhé poloviny třináctého století.

## Geologie a geomorfologie
Vrch je významným bodem geomorfologického okrsku Lomská vrchovina, který je součástí podcelku Manětínská vrchovina v Rakovnické pahorkatině. Má tvar kuželovitého suku tvořeného olivinickým nefelinitem, který své okolí převyšuje až o šestnáct metrů. Vznikl jako přívodní dráha magmatu, které proniklo okolní brekcií složenou z bazaltických fragmentů, silicifikovaných pískovců až slepenců a břidlic. V úpatí se nachází opuštěný lom, ve kterém lze pozorovat sloupcovou odlučnost horniny. Při povrchu dochází také ke kuličkovému rozpadu (tzv. sonnenbrandový rozpad). K podobnému jevu dochází na nedalekém vrchu Vinice.

## Přístup
Na vrchol nevede žádná turisticky značená cesta. Nejsnazší přístup je cesty, která směřuje k severu od samoty Liška.